# Yi Geun-taek
Yi Geun-taek (hangeul : 이근택 ; hanja : 李根澤), né le 30 septembre 1865 et mort le 17 décembre 1919, est un fonctionnaire de l'empire coréen qui signa le traité d'Eulsa en 1905 en tant que ministre de l'Armée et est considéré pour cela comme l'un des « Cinq traîtres d'Eulsa » qui ont livré le pays à la domination japonaise.

## Biographie
À partir de 1872, Yi est scolarisé à domicile. Après l'incident d'Imo de 1882 où la reine Min a trouvé refuge à Cheongju, Yi se rend à Séoul pour passer l'examen militaire du Gwageo. À la suite de l'exil de Gojong à la légation russe, il est nommé chef du 3e bataillon Qinwi. En raison de sa destitution du Club de l'indépendance en octobre 1898, il est nommé maire de Séoul et chef de la police. Plus tard, il est observateur de la province du Hamgyong du Nord, membre du Jungchuwon et membre du personnel du Gyeongbu. En octobre 1901, il est nommé major général et commandant de la police militaire. En mars 1902, il devient chef par intérim du Pyeongriwon. Le 25 août 1902, Yi devient commandant par intérim de la brigade mixte. En septembre 1902, il  est nommé directeur de la persécution du Conseil des maréchaux (en). Le 28 octobre 1902, il est ministre de l'Armée par intérim. Il est opposé à Yi Yong-ik (en), qui n'avait pas fait son devoir de fonctionnaire, et tente de le retirer du bureau. Le 29 novembre 1902, Yi est démis de ses fonctions. Le 3 mai 1903, il devient lieutenant général. Il essaie de renforcer l'armée en achetant des navires de guerre. Il avait de nombreux doutes quant à la conclusion d’un accord secret avec la Russie. Le 6 février 1904, il devient directeur des finances du Conseil des maréchaux. Pour le traité nippo-coréen de 1904 (en), il est envoyé comme représentant de la Corée. Le 12 avril 1905, il devient le chef des écuyers. Il devient plus tard ministre du Nongsanggongbu puis ministre de la Justice. Le 26 septembre 1905, il est nommé ministre de l'Armée.
En tant que ministre de l'Armée et de la Justice, il signé le traité d'Eulsa en 1905. Avec Yi Wan-yong, il est l'un des ministres qui étaient d'accord avec le traité. Après le traité, il reçoit l'ordre du Soleil levant (1ère classe). De nombreux responsables tentent de le punir, lui et les avec quatre autres ministres ayant signé le traité, mais cela échoue,. Il tente de censurer les régiments du Jinwidae (en) en nommant Yi Byeong-mu responsable de la censure. Le 17 novembre 1906, il devient président du Junchuwon. En 1906, il est attaqué au couteau alors qu'il dort dans la maison de sa seconde épouse et est envoyé à l'hôpital. Il se rétablit après des mois d'hospitalisation. Après son rétablissement, il est nommé Baejongmuguanjang le 25 mai 1907. Il est démis de ses fonctions de l'armée le 3 septembre 1907. Après l'annexion de la Corée, Yi reçoit le titre de vicomte et fait partie du Jungchuwon de la période de domination japonaise. Il meurt le 17 décembre 1919. Huit jours après sa mort, l'ancien empereur Sunjong lui donne 250 won. Il est l'un des chinilpas pour avoir signé le traité d'Eulsa. Ses propriétés sont confisquées au profit du gouvernement coréen. Cependant, le petit-fils de son frère aîné tente de récupérer la propriété de Yi.

## Distinctions
Empire coréen
- Ordre des Huit Trigrammes (2e classe), 22 février 1905[26]
- Ordre des Huit Trigrammes (1ère classe), 21 mai 1905[27]

 Empire du Japon
- Ordre du Soleil levant (1ère classe)